# Michiel Huisman
Michiel Huisman (wym. [miˈɣil ˈɦœysmɑn]; ur. 18 lipca 1981 w Amstelveen) – holenderski aktor telewizyjny i filmowy. Był wokalistą i gitarzystą holenderskiego zespołu Fontane.

## Wybrana filmografia

### Filmy fabularne
- 1999: Suzy Q jako Palmer
- 2001: Costa! jako Bart
- 2001: Uitgesloten jako Coen
- 2002: Wyjście (Exit) jako Renates Vriend
- 2002: Full Moon Party jako Bobbie
- 2003: Phileine Says Sorry jako Max
- 2004: Floris jako Floris
- 2005: Johan jako Johan Dros
- 2006: Czarna księga (Black Book) jako Rob
- 2007: Funny Dewdrop jako Orfeusz
- 2009: Niezasłane łóżka (Unmade Beds) jako X Ray Man
- 2009: Młoda Wiktoria (The Young Victoria) jako Ernest II Sachsen-Coburg-Gotha
- 2009: Winterland jako Francis Young
- 2009: Margot jako Rudolf Nuriejew
- 2010: Pierwsza misja (First Mission) jako Wout
- 2013: Szósta strzelba (The Sixth Gun) jako Drake Sinclair
- 2013: World War Z jako Ellis
- 2013: Kobieta w sukience (The Woman in the Dress) jako Tom
- 2014: Dzika droga (Wild) jako Jonathan
- 2015: Wiek Adaline (One age of Adaline) jako Ellis Jones
- 2017: Eskorta porucznika jako Ismail
- 2017: 2:22 jako Dylan
- 2018: Irreplaceable You jako Sam
- 2018: State Like Sleep jako Stefan Delvoe
- 2018: Stowarzyszenie Miłośników Literatury i Placka z Kartoflanych Obierek jako Dawsey Adams

### Seriale TV
- 1995: Voor hete vuren
- 1998: Goede tijden, slechte tijden jako Włóczęga
- 1998: Kees & Co. jako Loopjongen
- 2001: Dok 12 jako Frederik van Kemenade
- 2001: Costa! jako Bart
- 2005: Meiden van de Wit jako Boudewign Peuts
- 2006: Dalziel i Pascoe (Dalziel and Pascoe) jako Backpacking
- 2006: t Schaep Met De 5 Pooten jako Freddy
- 2007-2010: De co-assistent jako Hugo Biesterveld
- 2010: Bloedverwanten jako Martijn Zwager
- 2010-2013: Treme jako Sonny
- 2012-2014: Nashville jako Liam McGuinnis
- 2014-2015: Orphan Black jako Cal Morrison
- 2014-2016: Gra o tron (Game of Thrones) jako Daario Naharis

## Dyskografia

### Single z Fontane
- "1+1=2" (2001)[8]
- "Slapeloos" (2002)[8]
- "Neem Me Mee" (2003)[8]

### Single solo
- "Deel Van Mij" (2005)[6]
- "Geef Je Over" (2006)[6]

### Albumy solo
- Luchtige Verhalen (2005)[9]